# Myrna Fahey
Myrna Fahey, född den 12 mars 1933 i Carmel, Maine, död den 6 maj 1973 i Santa Monica, Kalifornien, var en amerikansk skådespelerska, mest berömd för sina roller i TV-serierna Zorro (1958) och Läderlappen (1966) samt i skräckfilmen Gäst i skräckens hus (1960).
Hon är också känd för sin kärleksaffär med basebollstjärnan Joe DiMaggio, ett förhållande som tog slut då hon fick emotta dödshot från fans till Marilyn Monroe, som tidigare hade varit tillsammans med DiMaggio. Hon hade även förhållanden med skådespelarna Dwayne Hickman, Brian Kelly och David Niven, Jr., tjurfäktaren Alfredo Leal och skidåkaren Tony Kastner.
Fahey dog vid 40 års ålder i långvarig cancer.